# Волбридж (Огайо)
Волбридж (англ. Walbridge) — селище (англ. village) в США, в окрузі Вуд штату Огайо. Населення — 3011 особа (2020).

## Географія
Волбридж розташований за координатами 41°35′7″ пн. ш. 83°29′18″ зх. д. / 41.58528° пн. ш. 83.48833° зх. д. (41.585342, -83.488322).  За даними Бюро перепису населення США в 2010 році селище мало площу 5,70 км², з яких 5,66 км² — суходіл та 0,04 км² — водойми.

## Демографія
Згідно з переписом 2010 року, у селищі мешкало 3019 осіб у 1458 домогосподарствах у складі 825 родин. Густота населення становила 530 осіб/км².  Було 1635 помешкань (287/км²).
Расовий склад населення:
| - 95,9 % — білих - 0,7 % — чорних або афроамериканців - 0,3 % — корінних американців - 0,3 % — азіатів - 1,1 % — осіб інших рас |

До двох чи більше рас належало 1,8 %. Частка іспаномовних становила 5,6 % від усіх жителів.
За віковим діапазоном населення розподілялося таким чином: 17,7 % — особи молодші 18 років, 58,5 % — особи у віці 18—64 років, 23,8 % — особи у віці 65 років та старші. Медіана віку мешканця становила 47,4 року. На 100 осіб жіночої статі у селищі припадало 85,4 чоловіків;  на 100 жінок у віці від 18 років та старших — 80,4 чоловіків також старших 18 років.
Середній дохід на одне домашнє господарство  становив 48 799 доларів США (медіана — 40 862), а середній дохід на одну сім'ю — 63 276 доларів (медіана — 53 750). За межею бідності перебувало 6,7 % осіб, у тому числі 6,3 % дітей у віці до 18 років та 3,4 % осіб у віці 65 років та старших.
Цивільне працевлаштоване населення становило 1384 особи. Основні галузі зайнятості: освіта, охорона здоров'я та соціальна допомога — 22,1 %, виробництво — 19,7 %, транспорт — 13,4 %, роздрібна торгівля — 9,1 %.